# Ziegelheim
Ziegelheim ist ein Ortsteil der Gemeinde Nobitz im Landkreis Altenburger Land in Thüringen.
Bis 2018 war der Ort eine selbstständige Gemeinde mit vier Ortsteilen. Seitdem gehören zum Ortsteil Ziegelheim nur noch die Ortslagen Uhlmannsdorf und Thiergarten, während die drei ehemaligen Ortsteile Engertsdorf, Gähsnitz und Niederarnsdorf nun Ortsteile der Gemeinde Nobitz sind. Aufgrund der historischen Zugehörigkeit zur Grundherrschaft Ziegelheim gehörte deren Hauptort Ziegelheim bis 1952 zu Sachsen.

## Geographie

### Lage und Verkehr

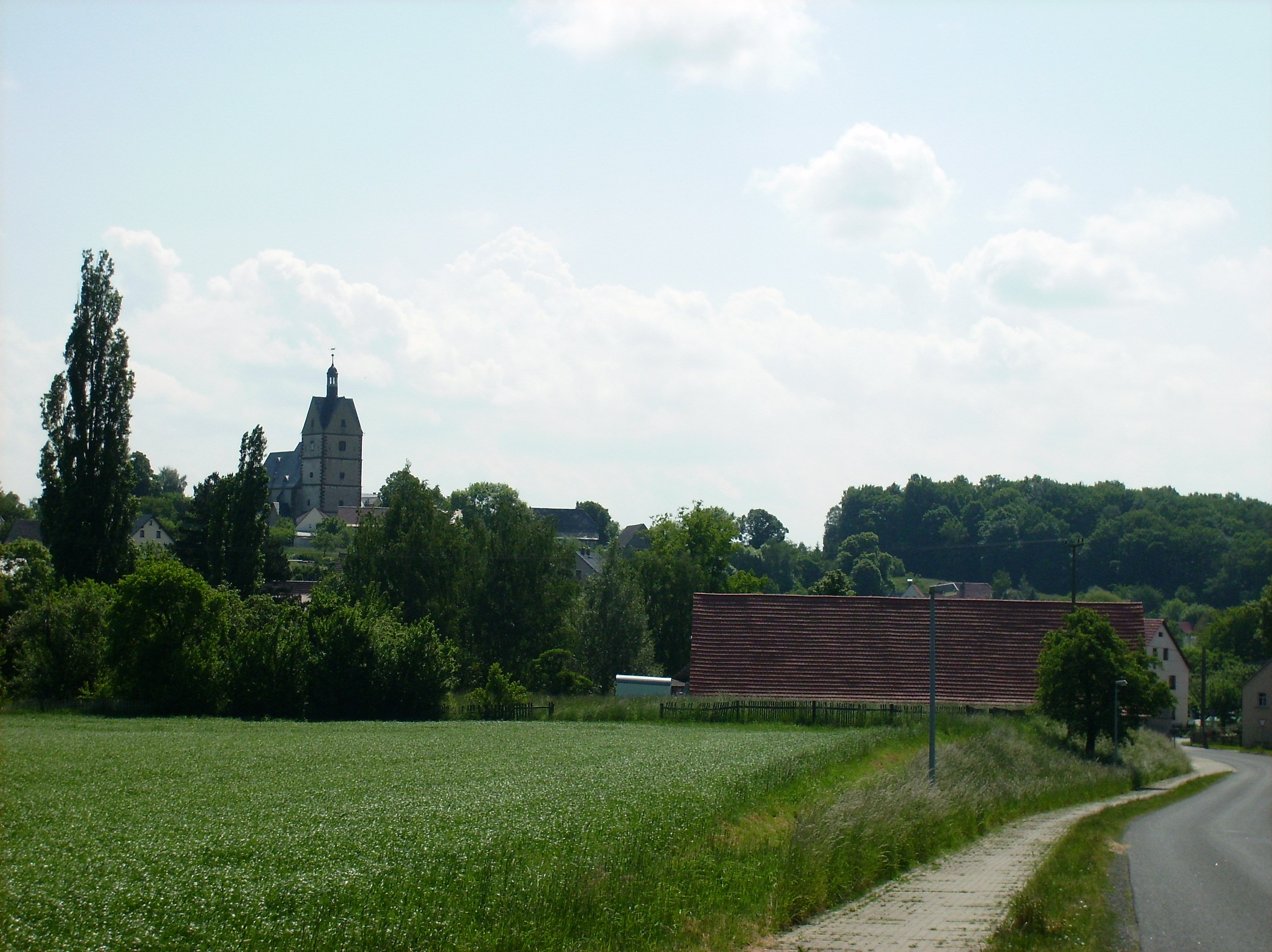
Blick auf Ziegelheim

Der Ort und seine Flur befinden sich im Altenburger überlössten Hügelland südlich des Leinawalds und Altenburgs. Die Bundesstraße 180 tangiert südwestlich den Raum. Mit Kreisstraßen 202 und 203 wird die Gemeinde verkehrsmäßig erschlossen.

### Nachbarorte
| Niederarnsdorf | Uhlmannsdorf                                |                          |
| Oberarnsdorf   | Kompassrose, die auf Nachbargemeinden zeigt | Thiergarten, Engertsdorf |
|                | Gähsnitz                                    | Heiersdorf               |

Angrenzende Orte der einstigen Gemeinde Ziegelheim sind (im Uhrzeigersinn) Frohnsdorf, Göpfersdorf, die Stadt Waldenburg (Landkreis Zwickau), Oberwiera (Landkreis Zwickau), Nobitz und Langenleuba-Niederhain.

### Ortsgliederung
Die Gemeinde Ziegelheim setzte sich aus den Ortsteilen Ziegelheim, Engertsdorf, Gähsnitz und Niederarnsdorf zusammen, wobei der Ortsteil Engertsdorf aus den früher eigenständigen Gemeinden Hinteruhlmannsdorf und Heiersdorf besteht. Eine Bezeichnung für das ehemalige Heiersdorf lautet auch Engertsdorf-Süd. Zum heutigen Nobitzer Ortsteil Ziegelheim gehören nur noch die Ortslagen Thiergarten und Uhlmannsdorf.

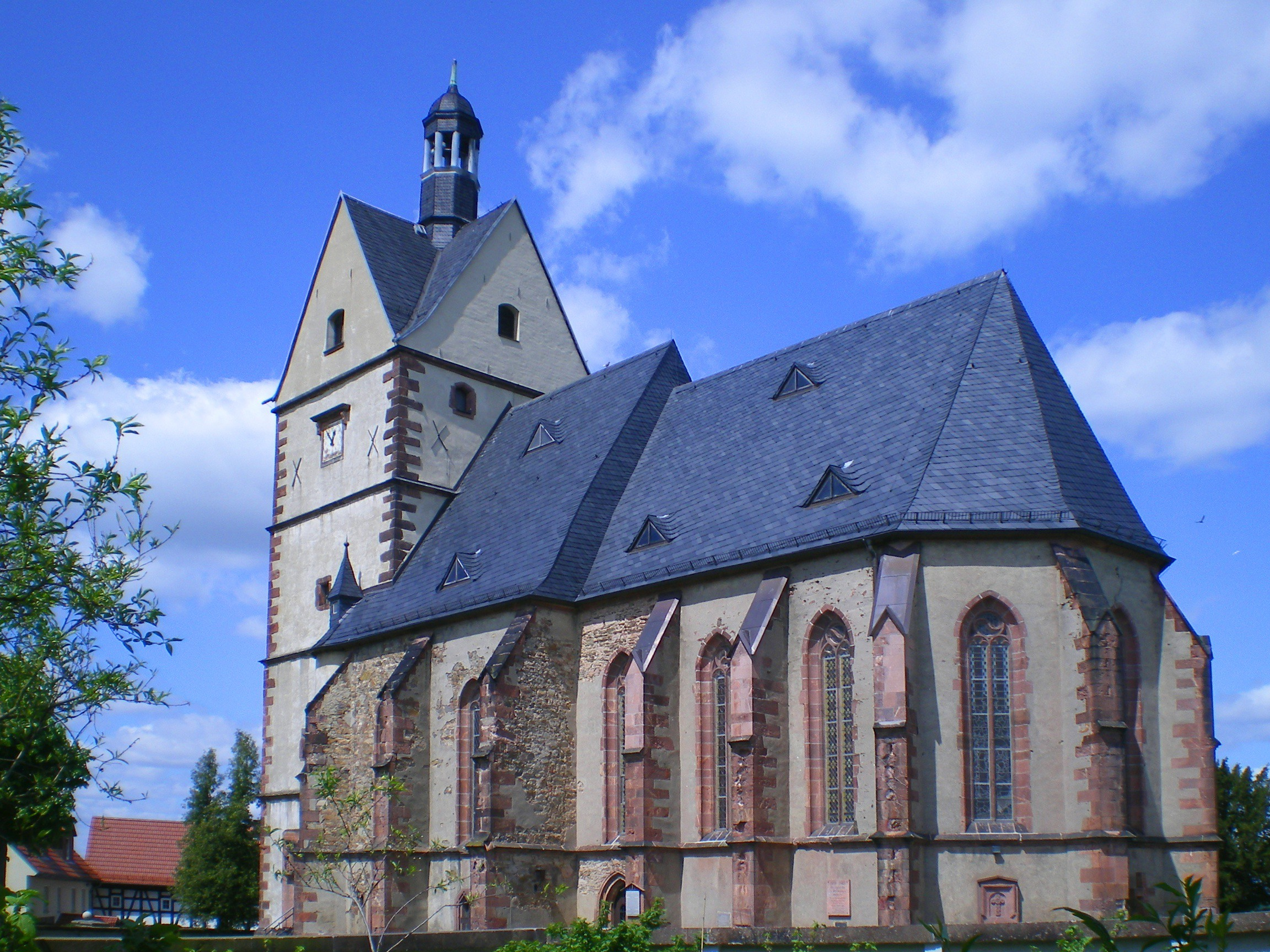
Marien-Wallfahrtskirche

## Geschichte

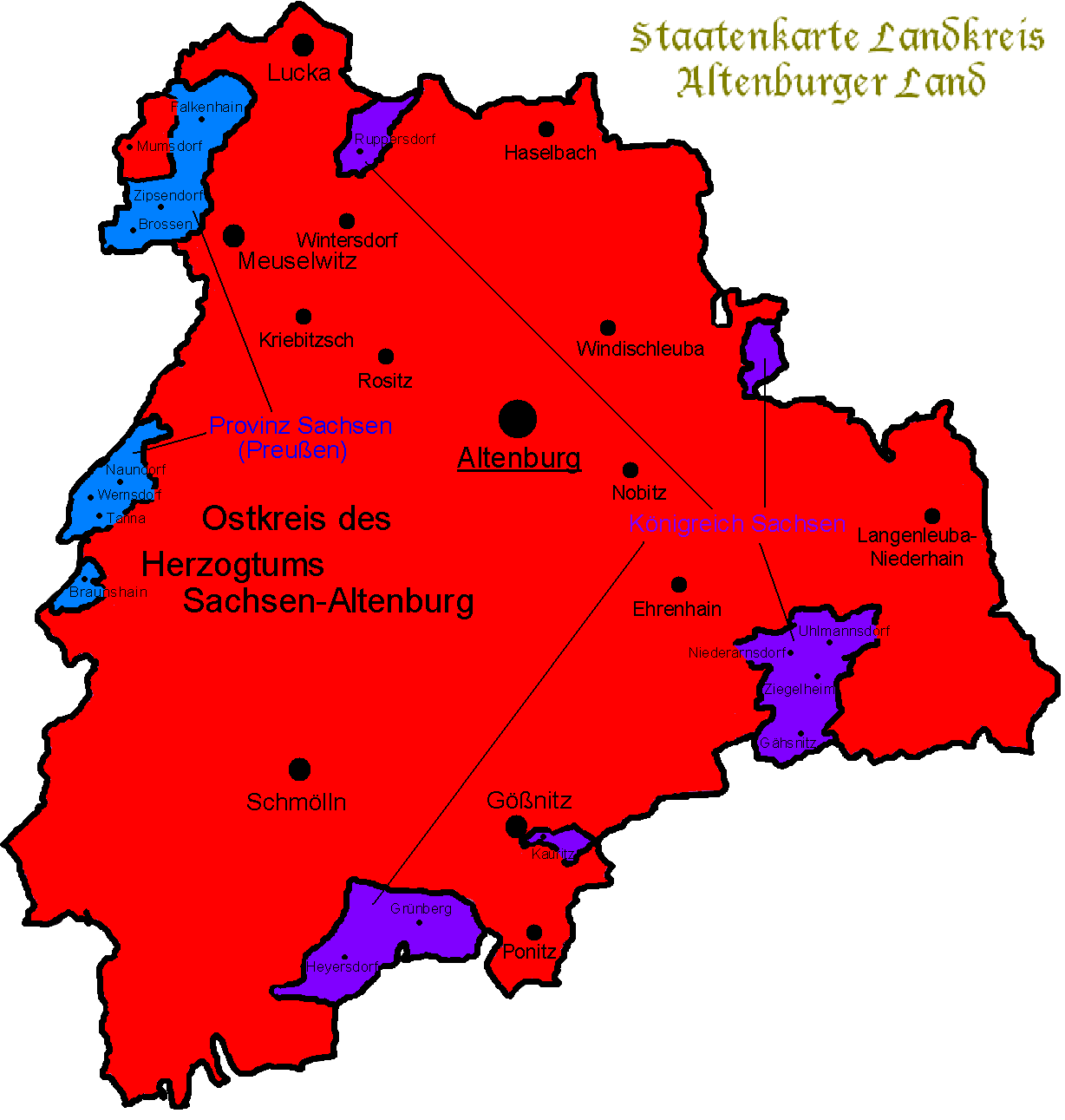
Lage der sächsischen Grundherrschaft Ziegelheim im Süden des Altenburger Lands

### 12. bis 18. Jahrhundert
Zu dieser Zeit ist Ziegelheim als wettinisch-sächsisches Lehen in den Händen der Herren von Schönburg. Zum Vorwerk Ziegelheim gehörten die Orte Ziegelheim (mit den sächsischen Anteilen von Frohnsdorf und Heiersdorf), Thiergarten, Niederarnsdorf und Uhlmannsdorf.
Mit der Hochzeit von Ernst I. von Schönburg (um 1458–1489) und Anna von Rieneck (1458–1525) erhielt die Braut im Jahr 1480 das halbe Schloss Hartenstein mit dem Vorwerk Ziegelheim und den zugehörigen Dörfern als Leibgedinge. Nach dem Tod ihres Mannes im Jahr 1489 erhielt sie Ziegelheim als Vorwerk des halben Schlosses Hartenstein offiziell zum Witwensitz, welchen sie jedoch nie bewohnt hat. In die 45-jährige Zeit ihres Besitzes von Ziegelheim fällt der Bau der Marien-Wallfahrtskirche auf einer Anhöhe im Osten des Orts. Dieses zwischen 1484 und 1531 erbaute steinerne Gotteshaus ersetzte eine kleinere hölzerne Wallfahrtskirche. Zur Parochie Ziegelheim in der Superintendentur Waldenburg gehörten neben Ziegelheim auch die Orte Niederarnsdorf, Thiergarten, Uhlmannsdorf und ein Anteil von Heiersdorf (Hoyersdorf) sowie die Tochterkirche in Franken.
Ziegelheim war der Hauptort der Grundherrschaft Ziegelheim, die als sächsisches Lehen im Besitz der Herren von Schönburg (zuletzt der Linie Schönburg-Waldenburg) war. Der Dingstuhl Ziegelheim umfasste die Orte Ziegelheim mit einem Gut in Frohnsdorf und zwei Gütern in Heiersdorf (historisch als Hoyersdorf bzw. Heuersdorf bezeichnet), Thiergarten, Uhlmannsdorf, Niederarnsdorf und Gähsnitz (sächs. Anteil).
Westlich der Mark Meißen entfaltet sich seit 1158 unter Kaiser Friedrich I. das Pleißenland als Reichsterritorium mit Zentrum Altenburg. Auch zur Absicherung des Gebietes findet eine intensive Rodungswirtschaft statt, die Herrschaften Waldenburg, Rabenstein, Stollberg, Wolkenstein und Zschopau entstehen. Die Mark Meißen selbst befindet sich in wettinischer Hand. Die Wettiner können ihrem Territorialkomplex bereits erste Konturen geben. Bereits zu dieser Zeit entsteht hier ein regionales Spannungsfeld zwischen Reichsgewalt / Königtum und den Wettinern. Mitten in dieser brisanten Zone schaffen sich die Schönburger mit der Herrschaft Glauchau eine (Reichs-)Ministerialenbesitzung. Zwischen 1165 und 1172 wird die Burg Waldenburg (Sachsen) errichtet, zur gleichen Zeit wie das Bergerkloster in Altenburg. Bauherr ist der erste Richter des Pleißnerlandes, Hugo von Wartha, enger Gefolgsmann und Vertrauter Kaiser Friedrichs I., zusammen mit dem kaiserlich-altenburgischen Marschall Rudolf von Brand. Die Nachkommen des Hugo von Wartha nennen sich fortan nach dem neuen Stammsitz des Geschlechts „von Waldenburg“. Vermutlich zur selben Zeit, als Absicherung des reichsunmittelbaren Gebietes gegen die Mark Meißen und das noch zu kolonisierende Erzgebirge wird auch der Rittersitz Ziegelheim errichtet. Die erste Erwähnung Ziegelheims geht auf eine am 23. März 1254 ausgestellte Urkunde zurück. Der Inhalt lautet in etwa: „..Hugo von Waldinberc, Vogt des Klosters zu Remse verpfändet in Gegenwart und mit Zustimmung seines Sohnes Unarg dem Propste Dietrich und seinem Kloster in Remse für 45 (Gewichts-Mark) Silber die Einkünfte seiner Vogtei über das Kloster unter der Verpflichtung, dem Kloster beim Verkaufe der Vogtei das Vorkaufsrecht zu gewähren, wobei die hierbei gegenwärtigen - Isenhard, Abt von Chemnitz / Günther von Crimmitschau / Sigfried von Ehrenberg / Jercho, Bruder des Ausstellers / Tudo von Gößnitz - Taxatoren sein sollen; lässt mitbesiegeln den Bischof (Dietrich II.) von Naumburg, den Burggrafen (Albert) von Altenburg und die vorher genannten Taxatoren. / Zeugen: Konrad und Andreas, Mönche / Hugo, Pfarrer von Cygilhem / Heinrich, Pfarrer von Kaufungen / Otto, Pfarrer von Winkel / Friedrich von Ponitz / Hugold von Alhamsdorph / Rudolf und Konrad, Gebrüder von Brande / Ulrich von Kurbitz / Otto von Lom / Heinrich und Peregrin, Ritter von Wernsdorf / Eberhard von Kyowe / Konrad von Alhamsdorph.“ Es ist also festzustellen, das nicht nur Ziegelheims Ersterwähnungsurkunde vom 23. März 1254 datiert, sondern Engertsdorf / Hinteruhlmannsdorf (früher Alhamsdorph) mindestens genauso alt ist. Die Stadt Waldenburg (Sachsen) beruft sich auf dieselbe Urkunde. Das Rittergut Ziegelheim und das Adelsgeschlecht „de Cigilheim“ sind urkundlich mehrfach nachgewiesen. Mit dem 3. Mai und dem 29. Juli 1289 datieren die letzten Nachweise über Heinrich von Ziegelheim als Rittergutsbesitzer und Vasall des Altenburger Burggrafen. Besagter Heinrich taucht bereits 1261, 1273 und 1282 in Urkunden als Zeuge in der Region auf. Er wird in den Urkunden als „miles“, also als Ritter bezeichnet, in der 1273er Urkunde sogar als „senior miles terrae“, das heißt als ältester oder in einem Vorrang stehender Ritter des Pleißener Landes. Nach dem Lokalhistoriker Carl Anton Tobias soll besagter Heinrich um 1301 gestorben sein. Um 1300 erfolgt der Übergang Ziegelheims auf die Schönburger. Als Grund anzunehmen sind zum einen der Tod von Ritter Heinrich von Ziegelheim und damit der Rückfall des Rittergutes an die Altenburger Burggrafschaft. Zum anderen wird besagte Burggrafschaft um diese Zeit aufgelöst, da die Wettiner Herren über das Pleißnerland werden. Von diesen werden fortan die Schönburger mit der Ziegelheimer Grundherrschaft belehnt. Das Geschlecht der edelfreien Ritter von Ziegelheim hat sich zu diesem Zeitpunkt aus unbekannten Gründen als Ministeriale in Wettinische Dienste begeben oder bekleidet kirchliche Ämter. Der letzte seines Geschlechts ist Caspar von Ziegelheim, dem Kurfürst Moritz von Sachsen 1543 das Gut Oberau bei Meißen verleiht und der 1550 stirbt. Ein schlesischer Familienzweig überlebt bis ins 17. Jahrhundert, taucht in der 2. Auflage von Siebmachers Wappenbuch im Jahre 1612 als Adelsgeschlecht auf und stirbt erst mit Barbara von Ziegelheim und Tieffenfurth auf Seidenberg im Jahre 1662 aus. Diese Barbara war verheiratet mit Christian von Nostitz.

#### Ritterburg
Eine Ritterburg betreffend: Die Forschungen der letzten Jahre haben ergeben, dass es für eine Burg mit Turm keine Nachweise und auch keine sinnvolle Erklärung gibt. Der Gutsbezirk, der bereits 1435 als Vorwerk bezeichnet wird, umfasste in etwa das Areal der ehemaligen Schule, der Kirche, des Friedhofes, des Pfarrgutes und einiger direkt angrenzender Bauerngüter auf der Kirchbergkuppe. Hervorzuheben ist das auf einem Felssporn aufgesetzte, westlich des Kirchturms angrenzende Gut Rieger (früher Börnichen/Friedewald). Dort haben Gebäude des alten Vorwerks gestanden, die durch die Jahrhunderte mehrfach als Leibgedinge / Witwensitz / Versorgungshof für Schönburgische Witwen dienten. Möglicherweise wurde im 14. Jahrhundert das Vorwerk tatsächlich einmal bewohnt. Ab dem 16. Jahrhundert wurde Ziegelheim nur noch als Versorgungshof entweder der Schönburger in Glauchau und Waldenburg genutzt oder wie am Beispiel der Anna „Gratiosa“ von Schönburg, als Versorgungshof ihres „halben Schlosses“ Hartenstein, das ihr als Witwensitz zugewiesen war. Anna selbst durfte allerdings bis zum Tod bei ihren Söhnen in Glauchau leben.

#### Kirche
In Sachen „Wallfahrtskirche St. Marien Ziegelheim“ wurde in den letzten viel Halbwissen verbreitet. Der aktuelle Stand der Forschung zeigt, dass es nie einen Burgturm gab, auf dem der heutige Kirchturm aufgesetzt wurde. Warum? Es mag einst eine kleine hölzerne Kapelle, vielleicht sogar im Dorfbereich, also im Tal, gegeben haben - wir wissen es nicht. Einen ersten möglichen Hinweis finden wir für das Jahr 1380. Möglicherweise ist in diesem Jahr eine Vorgängerkirche auf dem Gutsareal auf dem Berg erbaut worden. Beim Turmbau der (heutigen) Nachfolgerkirche wurde auch Fichtenholz der Winterfällung 1379/80 verwendet, welches beim Abriss der Holzkirche für gut befunden worden sein könnte und wiederverwendet wurde. Schätzungen zufolge entsteht zwischen 1430 und 1450 die kleine, noch existente Kirchenglocke. Auch die noch existierende Marienfigur entstammt der Zeit um 1450. Es ist nicht erwiesen, dass beide für die alte Holzkirche angeschafft wurden. Es ist möglich, dass Anna „Gratiosa“ von Schönburg im Rahmen des Kirchenneubaues vieles „zusammenkaufte“. Besagte Anna kommt durch ihre Hochzeit im Jahre 1480 in den Besitz Ziegelheims. Eine neue, große Kirche soll ihr Prestige-Objekt, ihr Aushängeschild werden. Bereits 1485 werden der steinerne Chor und die Apsis der (neuen) Kirche zu Ziegelheim fertiggestellt. Mindestens also 1484 muss der Kirchenneubau begonnen haben. Das Jahr 1486 bringt weiteren Baufortschritt: Das Chor-Dach und der Chorreiter werden aufgesetzt. In Folge muss eine Kirchenweihe für den neuen Chor stattgefunden haben, um die anlehnende alte Holzkirche irgendwann entweihen und abtragen zu können. Die Einwölbung im Inneren des Chores fehlt noch. (Dentrochronologisch wurde das Alter der Dachbalken auf die Winterfällung 1485/86 bestimmt.) Um diese Zeit, möglicherweise im Zusammenhang mit der Weihe des Chores, sind durch Anna von Schönburg zahlreiche Reliquien gestiftet worden (evtl. auch die zu diesem Zeitpunkt schon alte Marienfigur) und hier liegt wohl eher die Stiftung einer Wallfahrt zu Ehren der Maria (Anna von Schönburg war strenggläubig, Marienverehrung war in ihrer Familie ausgeprägt). - Zirka 20 Jahre vergehen, in denen die „neue Ziegelheimer Kirche“ nur aus dem uns bekannten Chor mit Apsis und aufgesetztem Chorreiter besteht. Die alte Holzkirche, etwa an Stelle des heutigen Langhauses, ist vielleicht noch am neuen Chor „angelehnt“. Anna „Gratiosa“ von Schönburg hatte als Witwe, Mutter und Regentin keine Zeit für Ziegelheim, sie musste sich um das „große Ganze“ kümmern - die Schönburgischen Herrschaften. Nun aber ist der Älteste mündig, sie kann es ruhiger angehen lassen und hat wieder mehr Zeit für ihr Prestige-Objekt. 1506 wird die Holzkirche (spätestens) weggerissen, gute Holzbalken (Fichte, 1379/80) werden aufgehoben. 1507 beginnt der Bau des Langhauses und der Turmkapelle (Erdgeschoß des Turmes). Nachdem im Winter 1510/11 die entsprechenden Bäume gefällt und die Balken gesägt wurden, wird daraus bereits im Frühjahr 1511 der Dachstuhl für das Langhaus gefertigt und aufgesetzt (..frisch verbaut..). Erst jetzt kann weiter an der Turmkapelle gebaut werden und der Turm weiter hochgezogen werden (Warum? - Der Dachstuhl wurde vom Chor her (von Osten) in Richtung künftigem Turm (Westen) aufgebaut, die Holzstifte zum Verbinden der Balken wurden von Westen her eingeschlagen. Der Turm durfte also nie höher sein, als der unfertige Dachstuhl.) Im Jahr 1518 kann sich Anna „Garatiosa“ freuen, ihr Prestigeobjekt, die Ziegelheimer St. Marienkirche, die sich spätestens ab 1493 immer mehr zur Wallfahrtskirche entwickelt, ist fertiggestellt. (1493 - Pilgerfahrt ins Heilige Land - u. a. Anna`s Schwager Johann von Schwarzenberg und ihr Vasall Wolf von Weißenbach begleiten Kurfürst Friedrich von Sachsen. Unzählige Reliquien kommen ins Land und sicher werden einige auch von Anna „Gratosa“ angekauft - einige sind bis heute im Altartisch eingemauert.) Das prächtige Gewölbe in Langhaus und Chor erhält seine Abschlusssteine - die beiden im Chor werden signiert, der eine mit dem rieneckschen Wappen (der Anna, geborene von Rieneck), der zweite mit der Jahreszahl 1518. Zu dieser Zeit ist der Turm wahrscheinlich bis auf Höhe der heutigen Turmuhr-Etage gewachsen, eventuell mit Flachdach oder einer anderen, einfachen Spitze versehen. Die heute noch vorhandenen „Vorhang-Fenster“ in dieser Etage, welche eigentlich typisch für Schlösser und Burgen dieser Zeit sind, lassen vermuten, dass es sich um einen herrschaftlichen Zwitterturm gehandelt haben könnte. Während er einerseits als Kirchturm mit separatem Seiten-Treppentürmchen für die Herrschaft diente, deren „Empore“ die heutige Orgelgalerie war, dürfte er außerdem als befestigter Flucht- und Wohnturm in den beiden darüber liegenden Etagen geplant worden sein. Das Volk trat von Westen her, durch die Turmkapelle in die Kirche ein. - Im Sinne Anna „Gratiosa`s“ und ihrer Baupläne könnte der Kirchenbau tatsächlich (vorerst) sein Ende gefunden haben, in den Chroniken spricht man jetzt (1518) von einer „steinernen Kirche“. (Es sei darauf verwiesen, das es keines Turmes bedarf, um als „richtige“ Kirche zu gelten.) Im Laufe des Jahres 1519 kann Anna „Gratiosa“ eine noch „junge“ große Glocke für ihre Ziegelheimer Kirche ergattern - sie wurde 1501 gegossen, für wen und von wem ist unbekannt. - Am 13. Dezember 1525 stirbt Anna „Gratiosa“ von Schönburg mit 64 Jahren in schlimmen „Bauernkrieg-Zeiten“ und mitten in der sich ausbreitenden Reformation. Im Jahre 1527 wird im ernestinischen Kursachsen die Reformation eingeführt. Die ernestinischen Dörfer Fuchshain (Ehrenhain), Nirkendorf, Frohnsdorf, Garbisdorf, Göpfersdorf und Hinteruhlmannsdorf (Engertsdorf) werden von der albertinisch-schönburgischen Parochie Ziegelheim abgetrennt. Im Jahre 1531 wird nachweislich der Dachstuhl des Ziegelheimer Kirchturms fertiggestellt. Ob Ernst II. von Schönburg ein Vermächtnis seiner Mutter Anna „Gratiosa“, die er sehr verehrte, erfüllte oder ein erster Dachstuhl bereits Schaden nahm, wissen wir nicht. Zu unterschätzen ist auch die Außenwirkung des mächtigen Kirchenbauwerkes als schönburgisch-katholischer Leuchtturm in Richtung des ernestinisch-lutherischen Altenburger Landes nicht. Erste Schriftstücke werden nachweislich 1531 in einer Kapsel im Turmknopf hinterlegt und decken sich mit der dentrochronologischen Altersbestimmung des Dachstuhl-Holzes. (Winterfällung 1530/31, welche fällfrisch verbaut wurde.) Während in den Schönburgischen Stammlanden erst 1542 die Reformation eingeführt wird, passiert das in der Parochie Ziegelheim bereits 1537. Nickel Khun wird erster evangelischer Pfarrer. Als Ausgleich für die Abtretungen einiger ernestinischer Dörfer (1527) erhält die Parochie Ziegelheim (eventuell auch erst ab 1538) die Kirchgemeinde Franken als Filialkirche (Tochterkirche) und besteht somit aus Ziegelheim, Uhlmannsdorf (ehem. Albrechtsdorf), Niederarnsdorf (ehem. Arnoldisdorf), (Thiergarten entsteht erst um 1618 um den Kirchberg/Vorwerksbezirk herum als selbständige Gemeinde) und Franken. Grund der früheren Reformations-Einführung ist, das Ziegelheim zu dem albertinischen Gebiet gehört, welches Herzog Heinrich der Fromme verwaltet. Er ist der Reformation zugewandt, während der eigentliche „Chef des Hauses“, Herzog Georg von Sachsen, ein Gegner ist. In seinem Zuständigkeitsbereich kann die Reformation erst nach Georg`s Tod 1539 eingeführt werden. Da er kinderlos bleibt, erbt sein Bruder Heinrich alles und kann seinen Reformationskur fortsetzen.

### 19. Jahrhundert
Nach 1813 wurde das Patrimonialgericht Ziegelheim durch das schönburgische Justizamt Remse verwaltet. Zwischen dem Königreich Sachsen und dem Haus Schönburg erfolgte im Jahr 1835 eine Neuordnung ihres Verhältnisses. Dabei wurden die unter sächsischer Lehnsherrschaft stehenden schönburg-waldenburgischen Gebiete wie die Herrschaft Remse und die Grundherrschaft Ziegelheim unter die Verwaltung des königlich-sächsischen Amts Zwickau gestellt. Am 25. September 1856 wurden die gerichtlichen Befugnisse der Grundherrschaft Ziegelheim wie auch die der Herrschaft Remse an den sächsischen Staat abgetreten. Ziegelheim wurde seitdem bis zur Neuordnung der Verwaltung im Königreich Sachsen im Jahr 1875 durch das Gerichtsamt Remse verwaltet. Ab 1875 gehörten die Orte der einstigen Grundherrschaft Ziegelheim zunächst zur Amtshauptmannschaft Zwickau. Nachdem auf dem Gebiet der Rezessherrschaften Schönburg im Jahr 1878 eine Verwaltungsreform durchgeführt wurde, kamen sie mit dem gesamten ehemaligen Gerichtsamtsbezirk Remse im Jahr 1880 zur neu gegründeten sächsischen Amtshauptmannschaft Glauchau. Thiergarten wurde im Jahr 1893 nach Ziegelheim eingemeindet und ging danach in Ziegelheim auf.

### 20. Jahrhundert

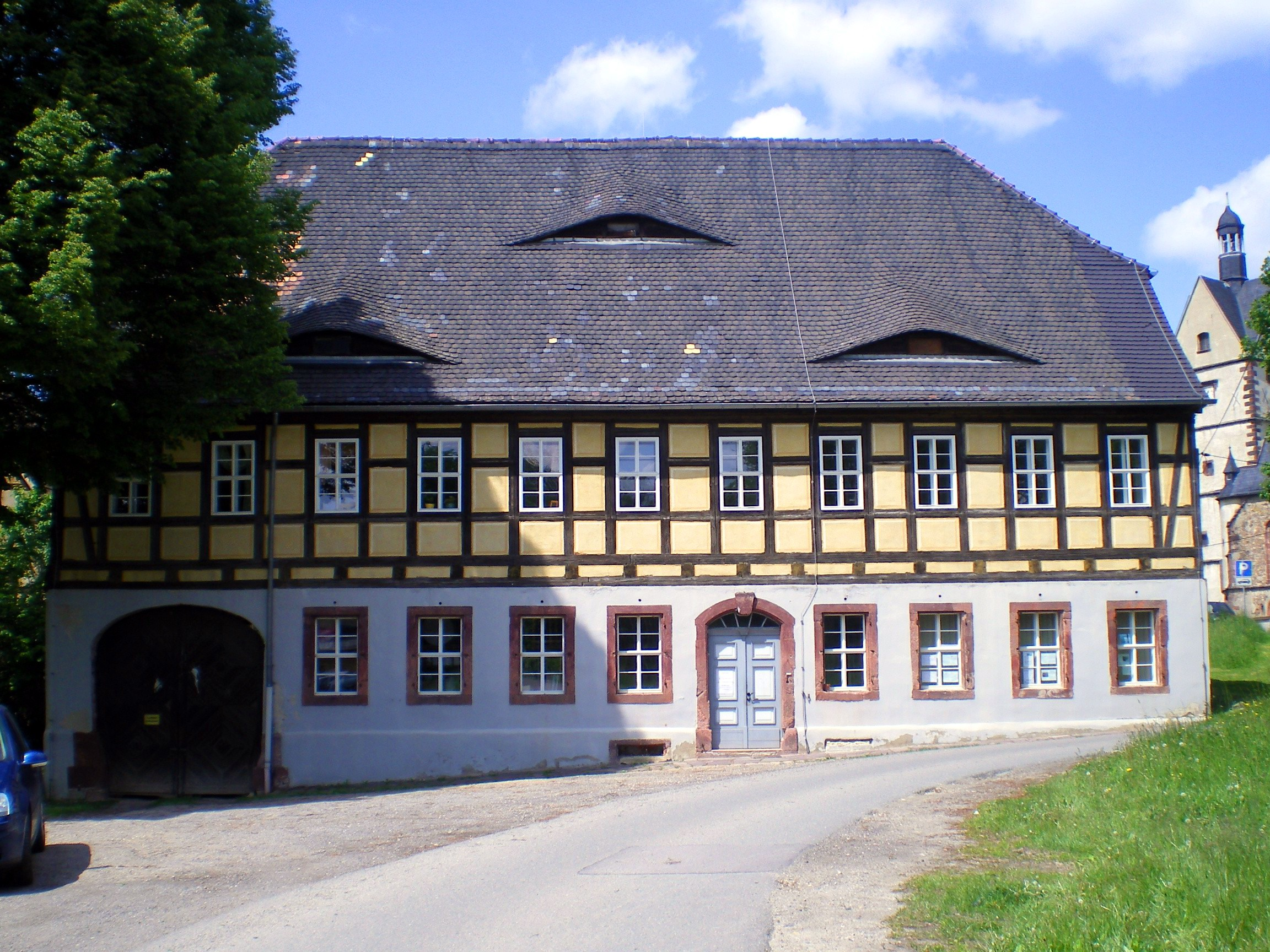
Pfarramt Ziegelheim

Bei den Verhandlungen des deutschen Reichstages über einen Gebietsaustausch und eine Grenzbereinigung zwischen dem Freistaat Sachsen und dem Land Thüringen 1928 war die heutige Gemeinde Ziegelheim besonders betroffen. In dem thüringisch-sächsischen Staatsvertrag vom 7. Dezember 1927 wurden bereits im Vorfeld die Gebiete festgesetzt, die die Länder wechselten. Der Gesetzesentwurf stammt vom 15. März 1928. Dadurch wurden die bisher zu Ziegelheim gehörigen sächsischen Anteile von Frohnsdorf und Heiersdorf, deren Flurstücke als Exklaven von thüringischem Gebiet umschlossen waren, an Thüringen abgegeben und mit den jeweiligen thüringischen Orten im Landkreis Altenburg vereinigt. Im Gegenzug wurden die bisherigen thüringischen Enklaven von Jesenitz mit dem sächsischen Gähsnitz vereinigt. Die restlichen Grenzen auf heutigem Gemeindegebiet blieben unverändert.
Am 1. Juli 1950 wurden Uhlmannsdorf und Niederarnsdorf auf sächsischer Seite nach Ziegelheim eingemeindet. Die thüringischen Dörfer Hinteruhlmannsdorf und Heiersdorf wurden am gleichen Tag zur neuen Gemeinde Engertsdorf zusammengeschlossen, der Ortsteil Hinteruhlmannsdorf führt seitdem den an die Gemeinde vergebenen Namen Engertsdorf. Der neue Ortsname wurde zu Ehren des kommunistischen Widerstandskämpfers Otto Engert  vergeben, der am 11. Januar 1945 in Dresden hingerichtet wurde. Durch die zweite Kreisreform in der DDR kamen die Gemeinden Ziegelheim und Gähsnitz am 25. Juli 1952 zum ehemals thüringischen Kreis Altenburg, der dem sonst aus ehemals sächsischen Gebieten bestehenden Bezirk Leipzig zugeordnet wurde. Gähsnitz wurde am 1. Januar 1957 und Engertsdorf am 1. Januar 1973 nach Ziegelheim eingemeindet. Die Gemeinde Ziegelheim umfasste damit auch historisch zu Thüringen gehörige Ortsteile. Ziegelheim gehörte seit 1990 zum thüringischen Landkreis Altenburg, der 1994 im Landkreis Altenburger Land aufging.
Mit der Eingliederung der Gemeinden Ziegelheim und Frohnsdorf in die Großgemeinde Nobitz am 6. Juli 2018 verschwanden die historischen Grenzen der einstigen Grundherrschaft Ziegelheim gänzlich. Sie sind nun lediglich in der Zugehörigkeit der evangelischen Kirchgemeinden Ziegelheim (mit Uhlmannsdorf und Niederarnsdorf), Oberwiera (mit Gähsnitz) und Niederwiera (mit Heiersdorf) zur Evangelisch-Lutherischen Landeskirche Sachsens erkenntlich, da das Gebiet wie ein Keil nach Norden in den zur Evangelischen Kirche in Mitteldeutschland gehörigen Kirchenkreis Altenburger Land hinein ragt.

### Eingemeindungen
Thiergarten wurde im Jahr 1893 nach Ziegelheim eingemeindet. Es folgten am 1. Juli 1950 die Orte Niederarnsdorf und Uhlmannsdorf und am 1. Januar 1957 Gähsnitz. Die Gemeinde Engertsdorf, die am 1. Juli 1950 aus den Gemeinden Hinteruhlmannsdorf und Heiersdorf gebildet worden war, wurde am 1. Januar 1973 nach Ziegelheim eingemeindet.
Am 6. Juli 2018 wurde Ziegelheim in die Gemeinde Nobitz eingegliedert, wodurch das ehemalige Gemeindegebiet die vier Nobitzer Ortsteile Ziegelheim (mit Uhlmannsdorf und Thiergarten), Niederarnsdorf, Gähsnitz und Engertsdorf (mit Heiersdorf) bildet.

### Einwohnerentwicklung
Entwicklung der Einwohnerzahl (Stand jeweils 31. Dezember):
| - 1994: 1023 - 1995: 1029 - 1996: 1038 - 1997: 1043 - 1998: 1025 - 1999: 1021 | - 2000: 1009 - 2001: 0988 - 2002: 0983 - 2003: 0971 - 2004: 0967 - 2005: 0943 | - 2006: 944 - 2007: 941 - 2008: 928 - 2009: 908 - 2010: 878 - 2011: 854 | - 2012: 849 - 2013: 849 - 2014: 847 - 2015: 841 - 2016: 826 |

Datenquelle: Thüringer Landesamt für Statistik

## Politik

### Bürgermeister
Bürgermeister war von 1994 bis 1999 Hans-Jürgen Kasper. Seit der Wahl am 13. Juni 1999 war Mario Rohr Amtsinhaber. Er kandidierte zuletzt am 5. Juni 2016 auf der CDU-Liste und wurde mit einer Mehrheit von 78,6 % ohne Gegenkandidaten und einer Wahlbeteiligung von 19,4 % (- 0,5 %p) im Amt bestätigt.

### Gemeinderat
Seit der Kommunalwahl vom 25. Mai 2014 setzte sich der Gemeinderat wie folgt zusammen:
- Feuerwehr – 3 Sitze (43,7 %)
- Landsportverein – 3 Sitze (31,4 %)
- CDU – 2 Sitze (24,9 %)

Die Wahlbeteiligung lag bei 47,9 %.

## Persönlichkeiten
- Heinz Wildenhain (* 11. Dezember 1927 in Uhlmannsdorf), ehemaliger Politiker der SED

## Sagen
In Ziegelheim wurde die „Ziegelheimer Geistergeschichte“ aus dem Jahre 1689 überliefert.

## Belege
1. ↑  Anna von Rieneck in der Sächsischen Biographie
2. ↑  Werner Herrmann. Dorfkirchen in Thüringen Verlagshaus Thüringen, 1992, ISBN 3-86087-014-9, S91
3. ↑  Beschreibung der Superintendentur Waldenburg im Archiv des Freistaats Sachsen
4. ↑  Beschreibung der Parochie Ziegelheim, S. 320
5. ↑  Das Rittergut Ziegelheim in der „Monographie über das fürstliche und gräfliche Haus Schönburg“, S. 51
6. ↑  Bestandteile des Justizamts Remse im „Handbuch der Geographie“, S. 410
7. ↑  Die schönburgische Herrschaft Waldenburg im Archiv des Freistaats Sachsen
8. ↑  Eingliederung der Herrschaft Remse mit den Dingstühlen Tirschheim und Ziegelheim in den Kreisdirektionsbezik Zwickau, „Handbuch der königlich sächsischen Gesetzgebung vom 28. und 30. Januar 1835“, S. 132
9. ↑  Das Gericht Ziegelheim als Bestandteil des Amts Zwickau im Buch „Geographie für alle Stände, S. 635“
10. ↑  Ziegelheim im „Handbuch der Geographie“, S. 149
11. ↑  Das Amt Zwickau im Archiv des Freistaats Sachsen
12. ↑  Die Amtshauptmannschaft Glauchau im Gemeindeverzeichnis 1900. Archiviert vom Original (nicht mehr online verfügbar) am 27. Juli 2024; abgerufen am 28. Juli 2025.
13. ↑  Karte mit den Austauschgebieten zwischen Sachsen und Thüringen im Jahr 1928
14. ↑  Staatsvertrag
15. ↑  Karte mit den Austauschgebieten
16. ↑  Gesetzesentwurf
17. ↑  Thüringer Gesetz- und Verordnungsblatt Nr.7 2018 vom 5. Juli 2018, aufgerufen am 6. Juli 2018
18. ↑  Darstellung der Region Waldenburg mit der Kirchgemeinde Ziegelheim auf der Website der Evangelisch-lutherischen Landeskirche Sachsens (Memento vom 27. November 2018 im Internet Archive)
19. ↑  Die Kirchengeschichte von Niederwiera auf einer privaten Webseite
20. ↑  Die Kirchengeschichte von Oberwiera und Neukirchen auf einer privaten Webseite
21. ↑  Website der Kirchgemeinde Oberwiera-Schönberg
22. ↑  Ergebnisse der Bürgermeisterwahlen auf der Seite des Landeswahlleiter Thüringen, abgerufen am 31. Juli 2016
23. ↑  Steffen Winkler: „Ziegelheimer Geistergeschichten“, In: „Schriftenreihe Sonderheft“ (Sagen und Sagenhafte Erzählungen aus Glauchau und Umgebung), Museum und Kunstsammlung Schloss Hinterglauchau, Glauchau, 1981, DDR, S. 25–26